# Kunisaki (LST-4003)
Kunisaki (LST-4003) je vrtulníková výsadková loď Japonských námořních sil sebeobrany. Je to třetí a zároveň poslední loď třídy Ósumi.

## Výzbroj
Kunisaki je vyzbrojena dvěma 20mm hlavňovými systémy blízké obrany Phalanx a dvěma 12,7mm kulomety M2 Browning. Loď disponuje vrtulníky jako např. Sikorsky SH-60 Seahawk v max. počtu osmi kusů. Kunisaki může převážet deset tanků, dvě výsadkové vznášedla LCAC a až 1 000 vojáků. Na dlouhých plavbách jich přepravuje pouze 330.